# Brosse de toilettes
 (septembre 2023).
Si vous disposez d'ouvrages ou d'articles de référence ou si vous connaissez des sites web de qualité traitant du thème abordé ici, merci de compléter l'article en donnant les références utiles à sa vérifiabilité et en les liant à la section « Notes et références ».

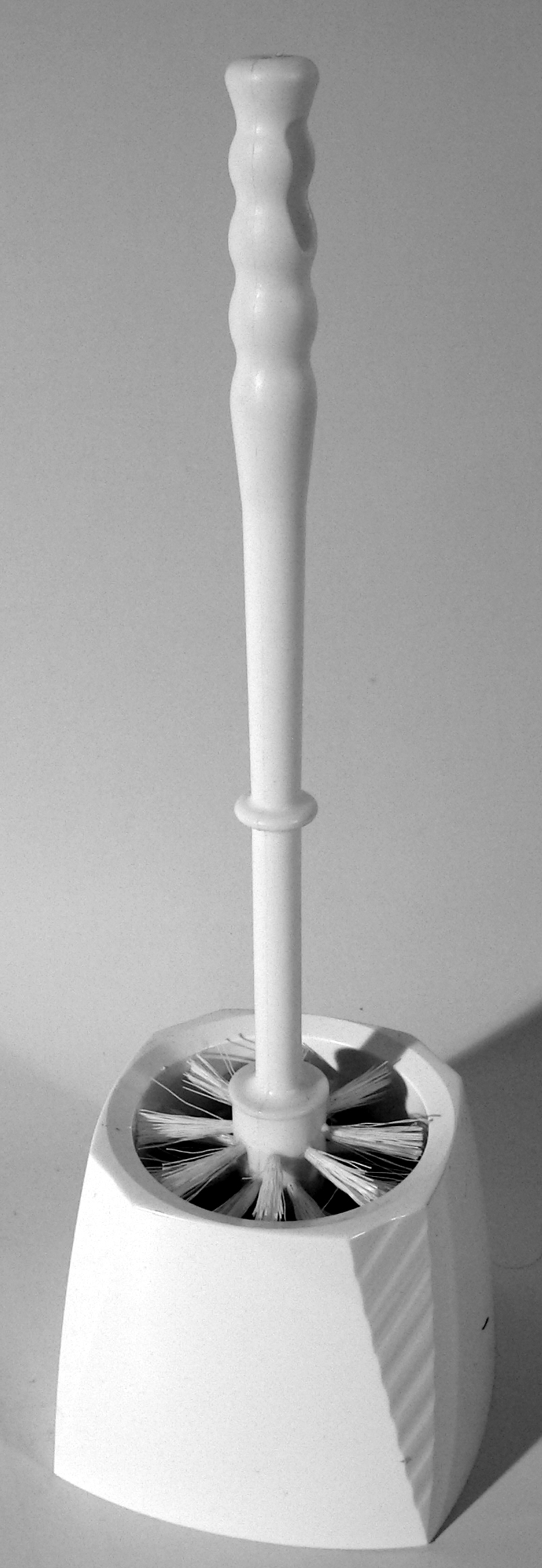
Une brosse de toilettes.

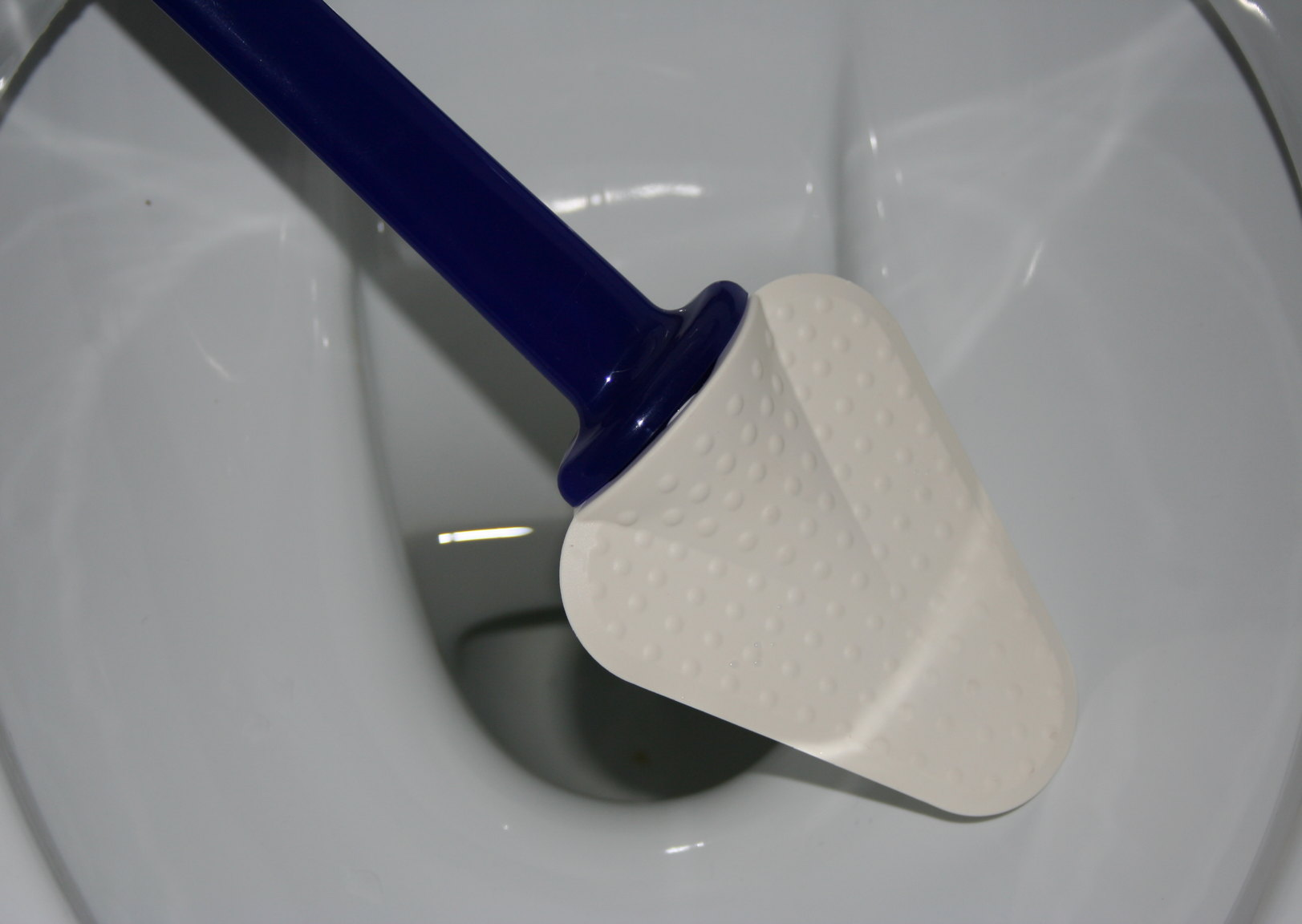
Brosse de toilettes moderne (2013).

Une brosse de toilettes ou balai de toilettes est un type de brosse utilisée dans les toilettes pour nettoyer l'émail des parois intérieures de la cuvette, notamment pour ôter les traces et résidus de matières fécales ou pour l'entretien régulier, éventuellement en conjonction de produits de nettoyage. Ces brosses peuvent demander un entretien régulier avec du savon de Marseille ou du vinaigre blanc pour éviter la prolifération de germes et de bactéries. 
Cette brosse n'est pas prévue pour nettoyer l'extérieur des toilettes, ni très loin dans le siphon, ni le siège.
Elle est constituée d'un long manche, dont l'extrémité est faite de poils rigides arrangés selon une forme semi-sphérique. Elle est habituellement rangée dans la pièce des toilettes en elle-même, généralement de manière verticale, dans un porte-brosse posé à terre, qui souvent ne cache que les poils, mais peut parfois aussi englober le manche.
Certaines brosses de toilettes sont composées de deux têtes permettant le nettoyage classique du toilette mais également le nettoyage du rebord inaccessible de la céramique.  
Il existe des brosses dont l'extrémité tourne au moyen d'un moteur électrique ; ou encore des brosses dont l'extrémité en contact avec la cuvette, voire la brosse entière, est jetable.
Certaines têtes de brosses modernes sont faites en élastomère, dépourvue de poils rigides.